# Gheorghe Rozin
Gheorghe Rozin (n. 27 iulie 1888, Fălticeni – d. 10 ianuarie 1961, Închisoarea Văcărești) a fost un general român, care a luptat în cel de-al doilea război mondial.
A fost decorat cu Ordinul „Mihai Viteazul”, clasa III, în timpul Primului Război Mondial, când a îndeplinit funcția de ofițer de stat major în statul major al Armatei a 2-a.
„Pentru vitejia și devotamentul arătat pe câmpul de luptă în ziua de 13 septembrie 1916, când, însărcinat să transmită cu orice preț un ordin, a străbătut o zonă de 50 km ocupată de o divizie inamică, aducând servicii strălucite.”
Înalt Decret no. 24 din 13 ianuarie 1917:p. 74
A fost înaintat în 31 martie 1938 la gradul de general de brigadă și în 24 ianuarie 1942 la gradul de general de divizie.
A fost decorat la 7 noiembrie 1941 cu Ordinul „Coroana României” cu spade în gradul de Mare Ofițer cu panglica de „Virtutea Militară” „pentru bravura și destoinicia cu care și-a comandat Divizia în bătălia din jurul Odessei”.
A fost comandant al Corpului 6 Armată.
După instalarea guvernului Petru Groza, generalul de corp de armată Gheorghe Rozin a fost trecut din oficiu în poziția de rezervă, alături de alți generali, prin decretul nr. 860 din 24 martie 1945, invocându-se legea nr. 166, adoptată prin decretul nr. 768 din 19 martie 1945, pentru „trecerea din oficiu în rezervă a personalului activ al armatei care prisosește peste nevoile de încadrare”. La 30 mai 1949, a fost condamnat la 20 de ani de închisoare.

## Decorații
- Ordinul „Coroana României” în gradul de Comandor (8 iunie 1940)[7]
- Ordinul „Coroana României” cu spade în gradul de Mare Ofițer cu panglica de „Virtutea Militară” (7 noiembrie 1941)[4]
- Ordinul „Mihai Viteazul”, clasa III, 13 ianuarie 1917[2]:p. 74

## Legături externe
- Pusi la zid, 2 mai 2005, Dan Constantin, Jurnalul Național